# Tournoi d'ouverture du championnat de Colombie de football 2008
Navigation
Tournoi précédent Tournoi suivant
Le tournoi d'ouverture de la saison 2008 du Championnat de Colombie de football est le premier tournoi de la soixante-et-unième édition du championnat de première division professionnelle en Colombie. 
Les dix-huit meilleures équipes du pays disputent le championnat semestriel qui se déroule en deux phases :
- lors de la phase régulière, les équipes s'affrontent une fois plus une rencontre face à une formation du même secteur géographique.
- les huit premiers du classement disputent la phase finale (deux poules de quatre équipes), dont les deux vainqueurs se rencontrent lors de la finale nationale pour le titre.

C'est le club de Boyacá Chicó qui remporte la compétition, après avoir battu en finale l'América de Cali. C'est le tout premier titre de champion de l'histoire du club.

## Qualifications continentales
Le vainqueur du tournoi Ouverture se qualifie pour la phase de groupes de la prochaine édition de la Copa Libertadores. 

## Les clubs participants
| - Independiente Santa Fe - CD Los Millonarios - Envigado FC - Promu de Copa Premier - Deportes Tolima - Once Caldas - Independiente Medellin - Boyacá Chicó - Deportivo Pasto - Deportes Quindio | - Atlético Nacional - Atlético Huila - América de Cali - Atlético Bucaramanga - Deportivo Pereira - Cucuta Deportivo - Deportivo Cali - Atlético Junior - CD La Equidad |

## Compétition
Le barème utilisé pour établir l'ensemble des classements est le suivant :
- Victoire : 3 points
- Match nul : 1 point
- Défaite : 0 point

### Phase régulière
| Rang | Équipe                 | Pts | J  | G  | N | P  | Bp | Bc | Diff |
| ---- | ---------------------- | --- | -- | -- | - | -- | -- | -- | ---- |
| 1    | CD La Equidad          | 35  | 18 | 10 | 5 | 3  | 25 | 13 | +12  |
| 2    | Boyacá Chicó           | 32  | 18 | 9  | 5 | 4  | 30 | 19 | +11  |
| 3    | Independiente Santa Fe | 31  | 18 | 9  | 4 | 5  | 25 | 18 | +7   |
| 4    | Independiente Medellín | 29  | 18 | 8  | 5 | 5  | 26 | 14 | +12  |
| 5    | Envigado FCP           | 28  | 18 | 8  | 4 | 6  | 22 | 20 | +2   |
| 6    | Deportivo Cali         | 27  | 18 | 7  | 6 | 5  | 19 | 21 | -2   |
| 7    | América de Cali        | 26  | 18 | 8  | 2 | 8  | 34 | 28 | +6   |
| 8    | Deportes Quindío       | 25  | 18 | 6  | 7 | 5  | 25 | 22 | +3   |
| 9    | Cúcuta Deportivo       | 25  | 18 | 7  | 4 | 7  | 20 | 17 | +3   |
| 10   | Atlético Bucaramanga   | 25  | 18 | 8  | 1 | 9  | 20 | 24 | -4   |
| 11   | CD Los Millonarios     | 24  | 18 | 6  | 6 | 6  | 23 | 23 | 0    |
| 12   | Atlético Junior        | 24  | 18 | 7  | 3 | 8  | 21 | 23 | -2   |
| 13   | Atlético Huila         | 23  | 18 | 5  | 8 | 5  | 25 | 25 | 0    |
| 14   | Atlético NacionalT     | 22  | 18 | 7  | 1 | 10 | 16 | 19 | -3   |
| 15   | Once Caldas            | 19  | 18 | 5  | 4 | 9  | 20 | 28 | -8   |
| 16   | Deportivo Pasto        | 19  | 18 | 5  | 4 | 9  | 15 | 24 | -9   |
| 17   | Deportivo Pereira      | 19  | 18 | 5  | 4 | 9  | 21 | 33 | -12  |
| 18   | Deportes Tolima        | 15  | 18 | 4  | 3 | 11 | 21 | 35 | -14  |

|  | Qualification pour la phase finale |

### Phase finale

#### Demi-finales
Groupe A :
| Rang | Équipe                 | Pts | J | G | N | P | Bp | Bc | Diff |  | Résultats (▼ dom., ► ext.) | ACa | Env | SFe | Equ |
| ---- | ---------------------- | --- | - | - | - | - | -- | -- | ---- |  | -------------------------- | --- | --- | --- | --- |
| 1    | América de Cali        | 13  | 6 | 4 | 1 | 1 | 11 | 4  | +7   |  | América de Cali            |     | 2-0 | 3-0 | 1-1 |
| 2    | Envigado FC            | 8   | 6 | 2 | 2 | 2 | 10 | 11 | -1   |  | Envigado FC                | 1-3 |     | 2-0 | 1-0 |
| 3    | Independiente Santa Fe | 7   | 6 | 2 | 1 | 3 | 6  | 8  | -2   |  | Independiente Santa Fe     | 2-0 | 2-2 |     | 0-1 |
| 4    | CD La Equidad          | 5   | 6 | 1 | 2 | 3 | 4  | 8  | -4   |  | CD La Equidad              | 0-2 | 2-2 | 0-2 |     |

Groupe B :
| Rang | Équipe                 | Pts | J | G | N | P | Bp | Bc | Diff |  | Résultats (▼ dom., ► ext.) | Boy | Med | Qui | DCa |
| ---- | ---------------------- | --- | - | - | - | - | -- | -- | ---- |  | -------------------------- | --- | --- | --- | --- |
| 1    | Boyacá Chicó           | 10  | 6 | 2 | 4 | 0 | 9  | 7  | +2   |  | Boyacá Chicó               |     | 1-1 | 2-1 | 2-1 |
| 2    | Independiente Medellin | 9   | 6 | 2 | 3 | 1 | 10 | 4  | +6   |  | Independiente Medellin     | 1-1 |     | 2-0 | 5-0 |
| 3    | Deportes Quindio       | 6   | 6 | 1 | 3 | 2 | 5  | 6  | -1   |  | Deportes Quindio           | 1-1 | 0-0 |     | 1-1 |
| 4    | Deportivo Cali         | 5   | 6 | 1 | 2 | 3 | 6  | 13 | -7   |  | Deportivo Cali             | 2-2 | 2-1 | 0-2 |     |

#### Finale
| Équipe 1        | Résultat      | Équipe 2     | Aller | Retour |
| --------------- | ------------- | ------------ | ----- | ------ |
| América de Cali | 2 - 2 2-4 tab | Boyacá Chicó | 1 - 1 | 1 - 1  |

## Bilan de la saison
| Championnat de Colombie de football 2008 |                          |
| Champion                                 | Boyacá Chicó (1er titre) |
| Qualifications continentales             |                          |
| Copa Libertadores 2009                   | Boyacá Chicó             |
| Promotions et relégations                |                          |
| Promus en Copa Mustang                   | Aucun                    |
| Relégués en Copa Premier                 | Aucun                    |